# Вулиця Кропив'янського (Київ)
Вулиця Кропив'я́нського — зникла вулиця, що існувала в Ленінградському районі (нині — територія Святошинського) міста Києва, селище Біличі. Пролягала від проспекту Академіка Палладіна до Обухівської вулиці. 

## Історія
Виникла ймовірно в 1920–30-ті роки під назвою вулиця Щорса. Назву Кропив'янського вулиця отримала 1966 року на честь Миколи Кропив'янського. 
Ліквідована наприкінці 1980-х років у зв'язку з частковим знесенням старої забудови селища Біличі та будівництва багатоповерхових будинків.